# العلاقات الآيسلندية الأرجنتينية
العلاقات الآيسلندية الأرجنتينية هي العلاقات الثنائية التي تجمع بين آيسلندا والأرجنتين.

## مقارنة بين البلدين
هذه مقارنة عامة ومرجعية للدولتين:
| وجه المقارنة                                              | آيسلندا          | الأرجنتين                                               |
| --------------------------------------------------------- | ---------------- | ------------------------------------------------------- |
| المساحة (كم2)                                             | 103.00 ألف       | 2.78 مليون                                              |
| عدد السكان (نسمة)                                         | 317.35 ألف       | 44.27 مليون                                             |
| الكثافة السكانية (ن./كم²)                                 | 3.08             | 15.92                                                   |
| العاصمة                                                   | ريكيافيك         | بوينس آيرس                                              |
| اللغة الرسمية                                             | اللغة الآيسلندية | اللغة الإسبانية                                         |
| العملة                                                    | كرونة آيسلندية   | البيزو الأرجنتيني 1983 ‏، بيزو أرجنتيني، أسترال أرجنتيني |
| الناتج المحلي الإجمالي (بليون دولار)                      | 23.91 مليار      | 637.59 مليار                                            |
| الناتج المحلي الإجمالي (تعادل القوة الشرائية) بليون دولار | 15.79 مليار      | 883.02 مليار                                            |
| الناتج المحلي الإجمالي الاسمي للفرد دولار أمريكي          | 50.17 ألف        | 13.43 ألف                                               |
| الناتج المحلي الإجمالي للفرد دولار أمريكي                 | 46.55 ألف        |                                                         |
| مؤشر التنمية البشرية                                      | 0.899            | 0.827                                                   |
| رمز المكالمات الدولي                                      | +354             | +54                                                     |
| رمز الإنترنت                                              | .is              | .ar                                                     |
| المنطقة الزمنية                                           | 00، أوروبا/لندن ‏ | 00                                                      |

## منظمات دولية مشتركة
يشترك البلدان في عضوية مجموعة من المنظمات الدولية، منها:
| علم المنظمة | اسم المنظمة                               | تاريخ انضمام آيسلندا | تاريخ انضمام الأرجنتين |
| ----------- | ----------------------------------------- | -------------------- | ---------------------- |
|             | المنظمة الهيدروغرافية الدولية             | ?                    | ?                      |
|             | منظمة الشرطة الجنائية الدولية             | ?                    | ?                      |
|             | الاتحاد البريدي العالمي                   | ?                    | ?                      |
|             | منظمة التجارة العالمية                    | ?                    | ?                      |
|             | الفريق المعني برصد الأرض                  | ?                    | ?                      |
|             | مجموعة الموردين النوويين                  | ?                    | ?                      |
|             | مؤسسة التنمية الدولية                     | 19 مايو 1961         | 3 أغسطس 1962           |
|             | مؤسسة التمويل الدولية                     | 20 يوليو 1956        | 13 أكتوبر 1959         |
|             | منظمة حظر الأسلحة الكيميائية              | ?                    | ?                      |
|             | الأمم المتحدة                             | 19 نوفمبر 1946       | 24 أكتوبر 1945         |
|             | الاتحاد الدولي للاتصالات                  | 1 أكتوبر 1906        | 1889                   |
|             | البنك الدولي للإنشاء والتعمير             | 27 ديسمبر 1945       | 20 سبتمبر 1956         |
|             | مجموعة أستراليا                           | 1993                 | 1993                   |
|             | المركز الدولي لتسوية المنازعات الاستشارية | 14 أكتوبر 1966       | 18 نوفمبر 1994         |
|             | وكالة ضمان الاستثمار متعدد الأطراف        | 25 سبتمبر 1998       | 11 فبراير 1992         |
|             | نظام تحكم تكنولوجيا القذائف               | 1993                 | 1993                   |
|             | يونسكو                                    | 8 يونيو 1964         | 15 سبتمبر 1948         |

## وصلات خارجية
- موقع وزارة الخارجية الآيسلندية
- موقع وزارة الخارجية الأرجنتينية